# Glypta yukonensis
Glypta yukonensis är en stekelart som beskrevs av Dasch 1988. Glypta yukonensis ingår i släktet Glypta och familjen brokparasitsteklar. Inga underarter finns listade i Catalogue of Life.